# 鈴木倫
鈴木 倫（すずき りん）は、日本の漫画家。福島県出身。血液型B型。

## 来歴
福島県立磐城高等学校を卒業後、埼玉大学教育学部保健体育専修に進学する。在学中に『月刊チャンピオン』のオマケページを半年間担当。大学卒業後、アシスタントをしながら『月刊チャンピオン』の月例賞に投稿した『カンチョー戦士カンタロウ!』で期待賞、浜岡賢次特別賞を受賞する。
2014年12月に『とんでも先生アリエル！』で小学館による小学館新人コミック大賞児童部門佳作を受賞。
2016年12月よりリイド社のWEBマンガサイトリイドカフェにて『アゲぽよエージェントぽよ子!』を連載。
2017年5月より同ウェブ漫画媒体にて『ファッションビ〇チ明乃ちゃん!』を連載。
2018年10月に実業之日本社より『さよならちんちんウェルカムまんまん〜OLになりたくて性別適合手術しました〜』（原作:上川依子）書籍化。
2019年1月にピッコマにて『幼馴染はダサビッチ』連載開始。
2022年6月にコミックシーモアにて『愛されたくて整形しました』連載開始。
WEBザテレビジョン、ヤフーニュースなどで紹介される。
2023年11月ピッコマにて『お乱れお嬢様の奴隷になりまして』連載開始。

## 人物
出身地である福島県双葉郡広野町は東日本大震災で被災した土地であり、広野町の成人式は、いわき市常磐上湯長谷町の町湯本支所で行われた。元生徒会長であり、代表として謝辞を述べた鈴木倫は、埼玉県で被災し、その後ボランティアに参加したことに触れ、「震災の教訓を後世に語り継ぐことが大切と考えます。リーダーシップを発揮できる大人になることが社会貢献につながる」などと決意を披露した。
2017年3月17日に『さよならちんちんウェルカムまんまん〜OLになりたくて性別適合手術しました〜』原作者の上川依子がツイッターに投稿した鈴木倫の背筋の写真が話題となり、ニュースになった。

## 作品

### 連載
- アゲぽよエージェントぽよ子!（リイドカフェ）
- ファッションビ〇チ明乃ちゃん!（リイドカフェ、2017年5月 - 2018年12月）
- さよならちんちんウェルカムまんまん〜OLになりたくて性別適合手術しました〜（原作:上川依子）
- 幼馴染はダサビッチ（ピッコマ、2019年1月 - 2021年9月）
- 愛されたくて整形しました（コミックシーモア、2022年6月）
- お乱れお嬢様の奴隷になりまして（ピッコマ、2023年11月 - ）

### 同人作品
- 論破君の吐血が止まらない!
- パッチワークま〇こよりぴchan!（2017年、原作：上川依子）

## 受賞歴

### 2014年
- 小学館新人コミック大賞 佳作『とんでも先生アリエル!』

## 師匠
- 鈴木大
- 伊原しげかつ